# Egidio Fontana
Egidio Fontana (Milano, 17 luglio 1895 – ...) è stato un calciatore italiano, di ruolo portiere.

## Carriera
Portiere di notevole statura, debutta nel campionato di Prima Categoria nel 1913, con la Juventus Italia di Milano. Con i tricolori rimane anche nella stagione successiva, contribuendo da titolare al miglior piazzamento nella storia della squadra (seconda nel girone regionale e quarta nel girone semifinale del Nord Italia).
Dopo una parentesi durante il periodo bellico con la Milanese, con la quale gioca due partite nella Coppa Mauro, riprende l'attività ufficiale nel Piacenza, di cui è il primo portiere della storia. Con gli emiliani vince il campionato di Promozione 1919-1920, e disputa la successiva stagione in Prima Categoria. Nel 1921 lascia il Piacenza per fare ritorno alla Juventus Italia, scendendo in campo in quella stagione nella prima edizione in assoluto della Coppa Italia. Nel 1928 la compagine non conclude il campionato e il giocatore figura negli elenchi dei giocatori autorizzati a cambiare squadra.

## Statistiche
| Stagione               | Squadra                | Campionato             | Campionato | Campionato | Coppe nazionali | Coppe nazionali | Coppe nazionali | Totale | Totale |
| Stagione               | Squadra                | Comp                   | Pres       | Reti       | Comp            | Pres            | Reti            | Pres   | Reti   |
| ---------------------- | ---------------------- | ---------------------- | ---------- | ---------- | --------------- | --------------- | --------------- | ------ | ------ |
| 1912-1913              | Juventus Italia        | Prom                   | ?          | ?          | -               | -               | -               | ?      | ?      |
| 1913-1914              | Juventus Italia        | PC                     | 18         | ?          | -               | -               | -               | ?      | ?      |
| 1914-1915              | Juventus Italia        | PC                     | 11         | ?          | -               | -               | -               | ?      | ?      |
| 1917-1918              | Milanese               | CM                     | 2          | ?          | -               | -               | -               | ?      | ?      |
| 1919-1920              | Piacenza               | Prom                   | 8          | -6         | -               | -               | -               | 8      | -6     |
| 1920-1921              | Piacenza               | PC                     | 8          | -18        | -               | -               | -               | 8      | -18    |
| Totale Piacenza        | Totale Piacenza        | Totale Piacenza        | 16         | -24        |                 | -               | -               | 16     | -24    |
| 1921-1922              | Juventus Italia        | PC                     | 0          | 0          | CI              | ?               | ?               | ?      | ?      |
| 1922-1923              | Juventus Italia        | SD                     | ?          | ?          | -               | -               | -               | ?      | ?      |
| 1923-1924              | Juventus Italia        | SD                     | ?          | ?          | -               | -               | -               | ?      | ?      |
| 1924-1925              | Juventus Italia        | SD                     | 1          | ?          | -               | -               | -               | 1      | ?      |
| 1925-1926              | Juventus Italia        | SD                     | ?          | ?          | -               | -               | -               | ?      | ?      |
| 1926-1927              | Juventus Italia        | SD                     | ?          | ?          | -               | -               | -               | ?      | ?      |
| 1927-1928              | Juventus Italia        | SD                     | ?          | ?          | -               | -               | -               | ?      | ?      |
| Totale Juventus Italia | Totale Juventus Italia | Totale Juventus Italia | 30+        | ?          |                 | ?               | ?               | 30+    | ?      |
| Totale carriera        | Totale carriera        | Totale carriera        | 46+        | -24+       |                 | 2               | ?               | 48+    | -24+   |

## Palmarès
- Promozione: 1

Piacenza: 1919-1920